# Cadre-47/2-Europameisterschaft der Junioren 1995/96
Die Cadre-47/2-Europameisterschaft der Junioren 1996 war das 20. Turnier in dieser Disziplin des Karambolagebillards und fand vom 19. bis zum 21. April 1995 in Melk statt. Die Meisterschaft zählte zur Saison 1995/96.

Logo CEB (ausrichtender Verband)

## Geschichte
Zum zweiten Mal nach 1994 gewann der Franzose Jérôme Galerne den EM-Titel bei den Junioren im Cadre 47/2. Erstmals auf dem Siegerpodest standen mit Juan Carlos Pareras ein Spanier und mit Josef Cervenka ein Tscheche.

## Modus
Gespielt wurde eine Vorrunde im Round-Robin-Modus, danach eine Knock-out-Runde  bis 200 Punkte oder 20 Aufnahmen.
Platzierung in den Tabellen bei Punktgleichheit:
1. MP = Matchpunkte
2. GD = Generaldurchschnitt
3. HS = Höchstserie

## Vorrunde
| Abschlusstabelle Gruppe A | Abschlusstabelle Gruppe A | Abschlusstabelle Gruppe A | Abschlusstabelle Gruppe A | Abschlusstabelle Gruppe A | Abschlusstabelle Gruppe A | Abschlusstabelle Gruppe A | Abschlusstabelle Gruppe A | Abschlusstabelle Gruppe A |
| Platz                     | Name                      | MP                        | Pkte                      | Aufn.                     | GD                        | BED                       | HS                        |                           |
| ------------------------- | ------------------------- | ------------------------- | ------------------------- | ------------------------- | ------------------------- | ------------------------- | ------------------------- | ------------------------- |
| 1                         | Arnim Kahofer             | 6:0                       | 600                       | 15                        | 40,00                     | 66,66                     | 117                       |                           |
| 2                         | Josef Cervenka            | 4:2                       | 489                       | 29                        | 16,86                     | 20,00                     | 141                       |                           |
| 3                         | André Tebest              | 2:4                       | 341                       | 30                        | 11,36                     | 13,33                     | 40                        |                           |
| 4                         | Tamás Szolnoki            | 0:6                       | 145                       | 28                        | 5,17                      | -                         | 22                        |                           |

| Abschlusstabelle Gruppe B | Abschlusstabelle Gruppe B | Abschlusstabelle Gruppe B | Abschlusstabelle Gruppe B | Abschlusstabelle Gruppe B | Abschlusstabelle Gruppe B | Abschlusstabelle Gruppe B | Abschlusstabelle Gruppe B | Abschlusstabelle Gruppe B |
| Platz                     | Name                      | MP                        | Pkte                      | Aufn.                     | GD                        | BED                       | HS                        |                           |
| ------------------------- | ------------------------- | ------------------------- | ------------------------- | ------------------------- | ------------------------- | ------------------------- | ------------------------- | ------------------------- |
| 1                         | Jérôme Galerne            | 6:0                       | 600                       | 20                        | 30,00                     | 50,00                     | 116                       |                           |
| 2                         | Michael van Bochem        | 4:2                       | 417                       | 41                        | 10,17                     | 11,76                     | 72                        |                           |
| 3                         | Esteve Mata               | 2:4                       | 376                       | 37                        | 10,16                     | 12,50                     | 55                        |                           |
| 4                         | Sergio Nicotra            | 0:6                       | 216                       | 42                        | 5,14                      | -                         | 39                        |                           |

| Abschlusstabelle Gruppe C | Abschlusstabelle Gruppe C | Abschlusstabelle Gruppe C | Abschlusstabelle Gruppe C | Abschlusstabelle Gruppe C | Abschlusstabelle Gruppe C | Abschlusstabelle Gruppe C | Abschlusstabelle Gruppe C | Abschlusstabelle Gruppe C |
| Platz                     | Name                      | MP                        | Pkte                      | Aufn.                     | GD                        | BED                       | HS                        |                           |
| ------------------------- | ------------------------- | ------------------------- | ------------------------- | ------------------------- | ------------------------- | ------------------------- | ------------------------- | ------------------------- |
| 1                         | Stéphane Libert           | 6:0                       | 600                       | 28                        | 21,42                     | 33,33                     | 94                        |                           |
| 2                         | Gunther Vastré            | 4:2                       | 505                       | 30                        | 16,83                     | 16,66                     | 79                        |                           |
| 3                         | David Jacquet             | 2:4                       | 526                       | 45                        | 11,68                     | 9,00                      | 51                        |                           |
| 4                         | Thomas Schioler           | 0:6                       | 262                       | 41                        | 6,39                      | -                         | 41                        |                           |

| Abschlusstabelle Gruppe D | Abschlusstabelle Gruppe D | Abschlusstabelle Gruppe D | Abschlusstabelle Gruppe D | Abschlusstabelle Gruppe D | Abschlusstabelle Gruppe D | Abschlusstabelle Gruppe D | Abschlusstabelle Gruppe D | Abschlusstabelle Gruppe D |
| Platz                     | Name                      | MP                        | Pkte                      | Aufn.                     | GD                        | BED                       | HS                        |                           |
| ------------------------- | ------------------------- | ------------------------- | ------------------------- | ------------------------- | ------------------------- | ------------------------- | ------------------------- | ------------------------- |
| 1                         | Çengiz Karaça             | 6:0                       | 600                       | 32                        | 18,75                     | 28,57                     | 108                       |                           |
| 2                         | Juan Carlos Pareras       | 4:2                       | 505                       | 35                        | 14,42                     | 40,00                     | 161                       |                           |
| 3                         | Michael Mikkelsen         | 2:4                       | 416                       | 29                        | 14,34                     | 66,66                     | 155                       |                           |
| 4                         | Martin Slovaček           | 0:6                       | 133                       | 22                        | 6,04                      | -                         | 25                        |                           |

## Finalrunde
|  | Viertelfinale 200/20 | Viertelfinale 200/20 |                     |                     | Halbfinale 200/20   | Halbfinale 200/20  |  |  | Finale 200/20 | Finale 200/20 |
|  |                      |                      |                     |                     |                     |                    |  |  |               |               |
|  |                      |                      |                     |                     |                     |                    |  |  |               |               |
|  | Arnim Kahofer        | 0:2/121/4/30,25/119  |                     |                     |                     |                    |  |  |               |               |
|  | Arnim Kahofer        | 0:2/121/4/30,25/119  |                     |                     |                     |                    |  |  |               |               |
|  | Juan Carlos Pareras  | 2:0/200/4/50,00/126  |                     |                     |                     |                    |  |  |               |               |
|  | Juan Carlos Pareras  | 2:0/200/4/50,00/126  | Juan Carlos Pareras | 2:0/200/7/28,57/59  |                     |                    |  |  |               |               |
|  |                      |                      | Juan Carlos Pareras | 2:0/200/7/28,57/59  |                     |                    |  |  |               |               |
|  |                      | Stéphane Libert      | 0:2/25/7/3,57/11    |                     |                     |                    |  |  |               |               |
|  | Stéphane Libert      | Stéphane Libert      | 0:2/25/7/3,57/11    | 2:0/200/20/10,00/47 |                     |                    |  |  |               |               |
|  | Stéphane Libert      |                      |                     | 2:0/200/20/10,00/47 |                     |                    |  |  |               |               |
|  | Michael van Bochem   | 0:2/179/20/8,95/45   |                     |                     |                     |                    |  |  |               |               |
|  |                      |                      | Juan Carlos Pareras | 0:2/98/3/32,66/49   |                     |                    |  |  |               |               |
|  |                      |                      |                     | Jérôme Galerne      | 2:0/200/3/66,66/187 |                    |  |  |               |               |
|  | Jérôme Galerne       | 2:0/200/2/100,00/191 |                     |                     |                     |                    |  |  |               |               |
|  | Gunther Vastré       | 0:2/69/2/34,50/67    |                     |                     |                     |                    |  |  |               |               |
|  | Gunther Vastré       | 0:2/69/2/34,50/67    | Jérôme Galerne      | 2:0/200/5/40,00/61  |                     |                    |  |  |               |               |
|  |                      |                      | Jérôme Galerne      | 2:0/200/5/40,00/61  | Spiel um Platz 3    |                    |  |  |               |               |
|  |                      | Josef Cervenka       | 0:2/38/5/7,60/22    |                     |                     |                    |  |  |               |               |
|  | Çengiz Karaça        | Josef Cervenka       | 0:2/38/5/7,60/22    | 0:2/83/10/8,30/58   | Stéphane Libert     | 0:2/194/9/21,55/71 |  |  |               |               |
|  | Çengiz Karaça        |                      |                     | 0:2/83/10/8,30/58   | Stéphane Libert     | 0:2/194/9/21,55/71 |  |  |               |               |
|  | Josef Cervenka       | 2:0/200/10/20,00/56  |                     | Josef Cervenka      | 2:0/200/9/22,22/61  |                    |  |  |               |               |
|  | Josef Cervenka       | 2:0/200/10/20,00/56  |                     |                     | 2:0/200/9/22,22/61  |                    |  |  |               |               |
|  |                      |                      |                     |                     |                     |                    |  |  |               |               |

## Endergebnis
| MP    | Match Points (Sieger = 2; Unentschieden = 1; Verlierer = 0) |
| Pkte. | Erzielte Karambolagen                                       |
| Aufn. | Benötigte Versuche                                          |
| GD    | Generaldurchschnitt                                         |
| BED   | Bester Einzeldurchschnitt eines Spielers                    |
| HS    | Höchstserie                                                 |
|       | Bester GD des Turniers                                      |
|       | Bester ED des Turniers                                      |
|       | Beste HS des Turniers                                       |
|       | 1. Platz (Gold)                                             |
|       | 2. Platz (Silber)                                           |
|       | 3. Platz (Bronze)                                           |

| Platz                      | Name                | MP   | Pkte | Aufn. | GD    | BED    | HS  |
| -------------------------- | ------------------- | ---- | ---- | ----- | ----- | ------ | --- |
| 1                          | Jérôme Galerne      | 12:0 | 1200 | 30    | 40,00 | 100,00 | 191 |
| 2                          | Juan Carlos Pareras | 8:4  | 1003 | 49    | 20,46 | 50,00  | 161 |
| 3                          | Josef Cervenka      | 8:4  | 927  | 53    | 17,49 | 22,22  | 141 |
| 4                          | Stéphane Libert     | 8:4  | 1019 | 64    | 15,92 | 33,33  | 94  |
| 5                          | Arnim Kahofer       | 6:2  | 721  | 19    | 37,94 | 66,66  | 119 |
| 6                          | Çengiz Karaça       | 6:2  | 683  | 42    | 16,26 | 28,57  | 108 |
| 7                          | Gunther Vastré      | 4:4  | 574  | 32    | 17,93 | 16,66  | 79  |
| 8                          | Michael van Bochem  | 4:4  | 596  | 61    | 9,77  | 11,76  | 72  |
| 9                          | Michael Mikkelsen   | 2:4  | 416  | 29    | 14,34 | 66,66  | 155 |
| 10                         | David Jacquet       | 2:4  | 526  | 45    | 11,68 | 9,00   | 51  |
| 11                         | André Tebest        | 2:4  | 341  | 30    | 11,36 | 13,33  | 40  |
| 12                         | Esteve Mata         | 2:4  | 376  | 37    | 10,16 | 12,50  | 55  |
| 13                         | Thomas Schioler     | 0:6  | 262  | 41    | 6,39  | -      | 41  |
| 14                         | Martin Slovaček     | 0:6  | 133  | 22    | 6,04  | -      | 25  |
| 15                         | Tamás Szolnoki      | 0:6  | 145  | 28    | 5,17  | -      | 22  |
| 16                         | Sergio Nicotra      | 0:6  | 216  | 42    | 5,14  | -      | 39  |
| Turnierdurchschnitt: 14,64 |                     |      |      |       |       |        |     |